# Hochkessel
De Hochkessel is een 421 meter hoge heuvel in de gemeente Ediger-Eller in het dal van de Moezel in het district Cochem-Zell. De aan de Moezelzijde zeer steile heuvel ligt tussen Neef en Senheim ten zuiden van de rivier.
Op het plateau op de top van de Hochkessel liggen de resten van een prehistorische versterking met een doorsnede van ongeveer 100 meter. Grote delen van de grachten en de stenen muren hiervan zijn nog bewaard gebleven, met name aan de kwetsbare zuid- en westzijde. De wal was in ieder geval in de IJzertijd (750-450 v. Chr.) in gebruik.
In de laat-Romeinse tijd was op de noordwestelijke uitloper van de Hochkessel, de Petersberg, een Romeinse wachtpost in gebruik. In de 12e eeuw werd hier de nog bestaande Petruskapel gebouwd.
Halverwege de Moezel en de top van de Hochkessel ligt in het Niederwald een gerestaureerde kluis (kluizenaarswoning), de Bruder-Heinrich-Klause.